# Вусач-товстун
Вуса́ч-товсту́н (лат. Lamia Fabricius, 1775) — рід жуків з родини вусачів. В Українських Карпатах розповсюджений один вид:
- Вусач-товстун вербовий (Lamia textor Linnaeus, 1758)